# Coppa del Mondo di slittino su pista naturale 1999
La Coppa del Mondo di slittino su pista naturale 1998-99, settima edizione della manifestazione organizzata dalla Federazione Internazionale Slittino, ebbe inizio il 3 dicembre 1998 a Sölden, in Austria e si concluse il 7 febbraio 1999 ad Aurach, in Austria. Furono disputate diciotto gare, sei nel singolo uomini, nel singolo donne e nel doppio in cinque differenti località. Per chi ha disputato tutte le prove, il peggior punteggio viene scartato.

## Risultati
| Data               | Località        | Nazione | Specialità       | Primi classificati                 | Secondi classificati                   | Terzi classificati                     |
| ------------------ | --------------- | ------- | ---------------- | ---------------------------------- | -------------------------------------- | -------------------------------------- |
| 3/6 dicembre 1998  | Sölden          | Austria | Donne – Singolo  | Elvira Holzknecht Austria          | Beate Pasching Austria                 | Sonja Steinacher Italia                |
| 3/6 dicembre 1998  | Sölden          | Austria | Uomini – Singolo | Gerhard Pilz Austria               | Martin Gruber Italia                   | Robert Batkowski Austria               |
| 3/6 dicembre 1998  | Sölden          | Austria | Doppio           | Helmut Ruetz Andi Ruetz Austria    | Martin Psenner Christian Hafner Italia | Peter Lechner Peter Braunegger Austria |
| 3/6 gennaio 1999   | Tires           | Italia  | Donne – Singolo  | Erna Schweigl Italia               | Sonja Steinacher Italia                | Christa Gietl Italia                   |
| 3/6 gennaio 1999   | Tires           | Italia  | Uomini – Singolo | Reinhard Gruber Italia             | Martin Gruber Italia                   | Anton Blasbichler Italia               |
| 3/6 gennaio 1999   | Tires           | Italia  | Doppio           | Reinhard Beer Herbert Kögl Austria | Helmut Ruetz Andi Ruetz Austria        | Martin Psenner Christian Hafner Italia |
| 14/17 gennaio 1999 | Bad Goisern     | Austria | Donne – Singolo  | Sonja Steinacher Italia            | Elvira Holzknecht Austria              | Christa Gietl Italia                   |
| 14/17 gennaio 1999 | Bad Goisern     | Austria | Uomini – Singolo | Martin Gruber Italia               | Anton Blasbichler Italia               | Reinhard Gruber Italia                 |
| 14/17 gennaio 1999 | Bad Goisern     | Austria | Doppio           | Helmut Ruetz Andi Ruetz Austria    | Reinhard Beer Herbert Kögl Austria     | Peter Lechner Peter Braunegger Austria |
| 21/24 gennaio 1999 | Canale d'Agordo | Italia  | Donne – Singolo  | Irene Mitterstieler Italia         | Sonja Steinacher Italia                | Christa Gietl Italia                   |
| 21/24 gennaio 1999 | Canale d'Agordo | Italia  | Uomini – Singolo | Anton Blasbichler Italia           | Reinhard Gruber Italia                 | Martin Gruber Italia                   |
| 21/24 gennaio 1999 | Canale d'Agordo | Italia  | Doppio           | Helmut Ruetz Andi Ruetz Austria    | Reinhard Beer Herbert Kögl Austria     | Rainer Jud David Mair Italia           |
| 3/5 febbraio 1999  | Aurach          | Austria | Donne – Singolo  | Christa Gietl Italia               | Elvira Holzknecht Austria              | Sonja Steinacher Italia                |
| 3/5 febbraio 1999  | Aurach          | Austria | Uomini – Singolo | Reinhard Gruber Italia             | Anton Blasbichler Italia               | Georg Eberharter Austria               |
| 3/5 febbraio 1999  | Aurach          | Austria | Doppio           | Helmut Ruetz Andi Ruetz Austria    | Peter Lechner Peter Braunegger Austria | Reinhard Beer Herbert Kögl Austria     |
| 6/7 febbraio 1999  | Aurach          | Austria | Donne – Singolo  | Elvira Holzknecht Austria          | Sonja Steinacher Italia                | Ekatharina Lavrentjeva Russia          |
| 6/7 febbraio 1999  | Aurach          | Austria | Uomini – Singolo | Anton Blasbichler Italia           | Reinhard Gruber Italia                 | Gerhard Pilz Austria                   |
| 6/7 febbraio 1999  | Aurach          | Austria | Doppio           | Armin Mair David Mair Italia       | Helmut Ruetz Andi Ruetz Austria        | Reinhard Beer Herbert Kögl Austria     |

## Classifiche

### Singolo uomini
| Pos. | Nome                | Nazione  | SÖL | TIR | BGO | CAN | AUR | AUR | Totale |
| ---- | ------------------- | -------- | --- | --- | --- | --- | --- | --- | ------ |
| 1    | Reinhard Gruber     | Italia   | -   | 1   | 3   | 2   | 1   | 2   | 440    |
| 1    | Anton Blasbichler   | Italia   | -   | 3   | 2   | 1   | 2   | 1   | 440    |
| 3    | Martin Gruber       | Italia   | 2   | 2   | 1   | 3   | -   | 7   | 386    |
| 4    | Gerhard Pilz        | Austria  | 1   | -   | 4   | 4   | 4   | 3   | 350    |
| 5    | Robert Batkovski    | Austria  | 3   | 4   | -   | 7   | 5   | 4   | 291    |
| 6    | Georg Eberharter    | Austria  | 4   | -   | 6   | 5   | 3   | 8   | 277    |
| 7    | Gerald Kallan       | Austria  | 6   | 6   | 7   | -   | 7   | 5   | 247    |
| 8    | Ferdinand Hirzegger | Austria  | -   | 11  | 5   | 6   | 6   | 9   | 228    |
| 9    | Marcus Grausam      | Germania | 9   | 8   | 9   | -   | 9   | 6   | 209    |
| 10   | Borut Fejfar        | Slovenia | 8   | -   | 11  | 13  | 12  | 11  | 172    |

### Singolo donne
| Pos. | Nome                  | Nazione | SÖL | TIR | BGO | CAN | AUR | AUR | Totale |
| ---- | --------------------- | ------- | --- | --- | --- | --- | --- | --- | ------ |
| 1    | Elvira Holzknecht     | Austria | 1   | 4   | 2   | -   | 2   | 1   | 430    |
| 2    | Sonja Steinacher      | Italia  | -   | 2   | 1   | 2   | 3   | 2   | 425    |
| 3    | Christa Gietl         | Italia  | -   | 3   | 3   | 3   | 1   | 5   | 360    |
| 4    | Erna Schwiegl         | Italia  | -   | 1   | 5   | 4   | 7   | 5   | 316    |
| 5    | Irene Mitterstieler   | Italia  | 7   | 5   | -   | 1   | 6   | 8   | 293    |
| 6    | Sandra Mariner        | Austria | 4   | 6   | -   | 5   | 5   | 4   | 280    |
| 7    | Ekaterina Lavrent'eva | Russia  | 5   | 7   | -   | 7   | 4   | 3   | 277    |
| 8    | Beate Fasching        | Austria | 2   | -   | 4   | 6   | 8   | 9   | 276    |
| 9    | Sonia Dobson          | Canada  | -   | 0   | 0   | 10  | 9   | 7   | 121    |
| 10   | Polina Danilevskaja   | Russia  | -   | 0   | 0   | 8   | 10  | 10  | 114    |

### Doppio
| Pos. | Nome                                 | Nazione | SÖL | TIR | BGO | CAN | AUR | AUR | Totale |
| ---- | ------------------------------------ | ------- | --- | --- | --- | --- | --- | --- | ------ |
| 1    | Helmut Ruetz Andi Ruetz              | Austria | 1   | -   | 1   | 1   | 1   | 2   | 485    |
| 2    | Reinhard Beer Herbert Kögl           | Austria | -   | 1   | 2   | 2   | 3   | 3   | 410    |
| 3    | Peter Lechner Peter Braunegger       | Austria | 3   | 5   | 3   | 5   | 2   | -   | 335    |
| 4    | Armin Mair David Mair                | Italia  | -   | 4   | 4   | 0   | 4   | 1   | 280    |
| 5    | Emanuele Giannelli Vanja Deme        | Italia  | -   | 6   | 6   | 4   | 5   | 5   | 270    |
| 6    | Martin Psenner Christian Hafner      | Italia  | 2   | 3   | 5   | -   | 0   | 0   | 210    |
| 7    | Denis Alimov Roman Molvistov         | Russia  | -   | 0   | 0   | 6   | 6   | 0   | 100    |
| 8    | Rainer Jud David Mair                | Italia  | -   | 0   | 0   | 3   | 0   | 0   | 70     |
| 9    | Harald Kleinhofer Gerhard Mühlbacher | Austria | -   | 0   | 0   | 0   | 0   | 4   | 60     |
| 10   | Waldemar Siakala Damian Waniczek     | Polonia | 5   | -   | 0   | 0   | 0   | 0   | 55     |

### Coppa nazioni
| Pos. | Nazione       | SÖL | TIR | BGO | CAN | AUR | AUR | Totale |
| ---- | ------------- | --- | --- | --- | --- | --- | --- | ------ |
| 1    | Italia        | 479 | 827 | 789 | 813 | 696 | 716 | 4320   |
| 2    | Austria       | 813 | 617 | 674 | 624 | 752 | 705 | 4185   |
| 3    | Slovenia      | 187 | 105 | 139 | 138 | 111 | 112 | 792    |
| 4    | Russia        | 91  | 46  | 39  | 227 | 190 | 129 | 722    |
| 5    | Germania      | 71  | 74  | 39  | 23  | 58  | 71  | 336    |
| 6    | Polonia       | 169 | 0   | 113 | 0   | 0   | 0   | 282    |
| 7    | Svizzera      | 54  | 44  | 39  | 53  | 0   | 37  | 227    |
| 8    | Liechtenstein | 23  | 24  | 22  | 22  | 24  | 22  | 137    |
| 9    | Canada        | 0   | 0   | 0   | 36  | 39  | 46  | 121    |
| 10   | India         | 0   | 0   | 0   | 17  | 18  | 17  | 52     |